# الکس ون هیلن
الکس ون هیلن (انگلیسی: Alex Van Halen؛ زادهٔ ۸ مهٔ ۱۹۵۳) موسیقی‌دان اهل ایالات متحده آمریکا است. وی بین سال‌های ۱۹۶۲ تا ۲۰۲۰ میلادی فعالیت می‌کرد.